# سرافاله
سرافاله (بالإيطالية: Serravalle)‏ قلعة تقع في جمهورية سان مارينو. يبلغ عدد سكانها 9،394 نسمة حسب إحصاء سنة 2003 بينما تبلغ مساحتها 10،53 كيلومتر مربع.